# Целєгора
Целєгора (рос. Целегора) — присілок в Мезенському районі Архангельської області Російської Федерації.
Населення становить 74 особи. Органом місцевого самоврядування до 2021 року Целегорське муніципальне утворення.

## Історія
Від 1937 року належить до Архангельської області.
Від 2004 року належить до муніципального утворення Целегорське муніципальне утворення.

## Населення
| 2002 | 2010 | 2012 |
| ---- | ---- | ---- |
| 149  | ↘82  | ↘74  |